# Парламентські будівлі (Барбадос)
Парламентські будівлі (також відомі як громадські будівлі або рідше Будинок парламенту) — резиденція парламенту Барбадосу. Будівлі, побудовані між 1870 і 1874 роками, були місцем зустрічі обох палат парламенту з 16 червня 1874 року, а також колишнім місцем колоніальної адміністрації Барбадосу. Вони складаються з двох будівель в неоготичному архітектурному стилі, які нагадують вікторіанську епоху Великобританії.
Будівлі розташовані вздовж північного берега річки Конститушн і межують з Аппер-Брод-стріт і площею Національних Героїв на півдні; стратегічно в центрі столиці Бриджтауна. До відкриття будівель законодавча влада збиралася в будівлі ратуші (біля нині покинутої будівлі Національної бібліотечної служби Барбадосу ) на Колрідж-стріт.
У 1989 році парламентським Актом громадські будівлі офіційно перейменовано на Парламентські будівлі. У 2011 році обидві будівлі були визначені як об’єкти, що перебувають під охороною ЮНЕСКО в межах історичного Бриджтауна та його Історичного району Гарнізон, що входить до списку Всесвітньої спадщини .

## Історія
Хоча парламент було засновано в 1639 році, ці будівлі, в яких розміщується парламент, були побудовані лише наприкінці 19 століття. Причини зведення цих будівель були подвійними. По-перше, необхідно було знайти безпечне місце для зберігання публічних архівів острова, які до будівництва будівель парламенту зберігалися в різних державних установах, розташованих навколо Бриджтауна. По-друге, законодавчий орган острова потребував відповідного місця для зборів. Від заснування Палати зборів у 1639 році до зведення будівель парламенту законодавча влада переходила від будівлі до будівлі навколо Бриджтауна, і в кількох випадках вона фактично збиралася в тавернах і пивних. Звичайно, багато попередніх губернаторів острова сприйняли це несхвально, деякі з них запропонували проголосувати за виділення грошей для зведення відповідної будівлі для розміщення парламенту .
Було розроблено декілька планів будівництва будівлі парламенту. У 1701 році в форті Джеймс був побудований будинок, який пізніше використовувався як загальна в'язниця острова. У 1844 році існували плани звести Сесійний будинок, але пізніше від цих планів відмовилися, коли велика пожежа в Бріджтауні дозволила уряду знайти більш підходяще місце.
У 1857 році Джон Глазглоу Грант, член палати зборів, вніс пропозицію про будівництво громадських будівель. Спікер Асамблеї призначив Комітет зі зведення громадських будівель, серед членів якого був Грант. Комітет запропонував, щоб у будівлях містився не лише парламент, але й митниця, канцелярія маршала, пошта та канцелярія протонотарія.
Станом на лютий 2020 року уряд орендував різні приватні будівлі по всьому Барбадосу, включно з корпоративним центром Worthing   і конференц-центром (15 вересня 2020 року для офіційного відкриття парламенту)   для розміщення парламенту. Без зазначення твердої дати повернення, коли він може повернутися до використання власної штаб-квартири.

## Будівництво
Будівництво будинків відбувалося з кількома затримками. Однак у 1860 році в Бріджтауні сталася ще одна пожежа, уряд вирішив придбати землю, яка, на їхню думку, була б навіть кращою, ніж та, про яку вони домовилися раніше. Після запиту та одностайного прийняття проекту Джона Ф. Борна, тодішнього суперінтенданта громадських робіт, Комітет оголосив тендер на будівництво західної будівлі. Асамблея ухвалила рішення щодо тендерної пропозиції на суму 13 750 фунтів стерлінгів, поданої паном Бенджаміном Л. Гаррісом. Будівництво західного корпусу було завершено наприкінці 1871 року та представлено уряду на початку 1872 року. Хоча пан Гарріс також представив тендер на східну будівлю на суму 15 750 фунтів стерлінгів, Асамблея прийняла тендер пана Річарда Ф. Робертса на 11 750 фунтів стерлінгів. Східне крило було передано урядові через два роки.

## Східне крило

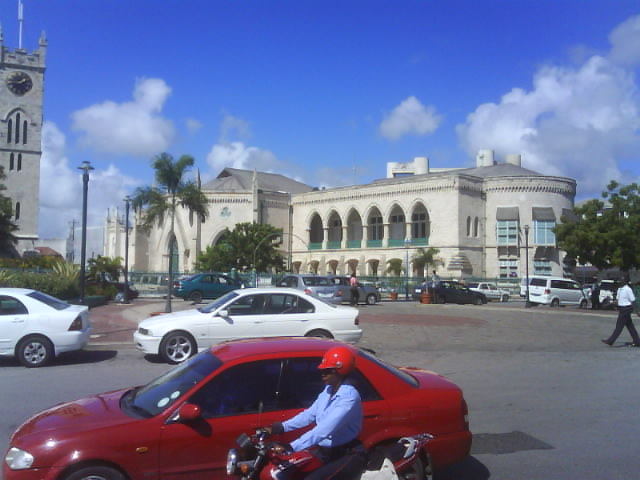
Східне крило парламенту Барбадосу, завершене в 1873 році.

Східне крило було завершено наприкінці 1873 року. Тут досі розміщуються палати та офіси колишньої Законодавчої ради (нині Сенат) і Палати зборів. Тут також були офіси генерального прокурора, генерального соліситора та головної парламентської ради.
У різні періоди на першому поверсі Східного крила було розташовано кілька офісів. Серед них:
- Публічна бібліотека
- Департамент громадських робіт
- Магістр канцлерства (пізніше відомий як Секретар)
- Юридичний редактор (пізніше відомий як головний парламентський радник)
- Департамент податку на прибуток
- Пошта
- деякі установи Центрального банку

Східне крило зазнало кількох реконструкцій: у 1970 році східне крило було розширено, щоб полегшити окремий вхід до галереї незнайомців Будинку зборів із внутрішнього двору; у 1977 році в центральній частині східного крила було побудовано антресоль; у 1986 р. зал Палати зборів був капітально відремонтований, починаючи з 7 травня. Для Громадської галереї було влаштовано окремий мезонін. Також встановили систему звуку та відео. Також було оголошено про нові меблі, виготовлені виключно з барбадоського червоного дерева. Вітражі до зали засідань також були переглянуті та відреставровані. Стіни (раніше оштукатурені) були оголені та затерті та іншим чином відреставровані, щоб відобразити їхній природний пиляний барбадоський вапняк. Нове освітлення також було модернізовано за допомогою чисто декоративних оригінальних газових люстр, які все ще існують; у вересні 1988 року розпочався ремонт сенатської палати з використанням тих самих додатків, що й у роботі над Палатою зборів, за винятком того, що стелю було естетично відновлено до первісної обробки; також у 1988 році перший поверх східного крила було повністю відремонтовано, щоб все східне крило було доступним для парламентських цілей.
Примітні особливості: вітражі в Будинку зборів показують британських монархів від Якова I до королеви Вікторії. Скляні вікна всередині Сенату показують герби не лише колишніх президентів ради, але й колишніх спікерів Палати зборів.

## Західне крило

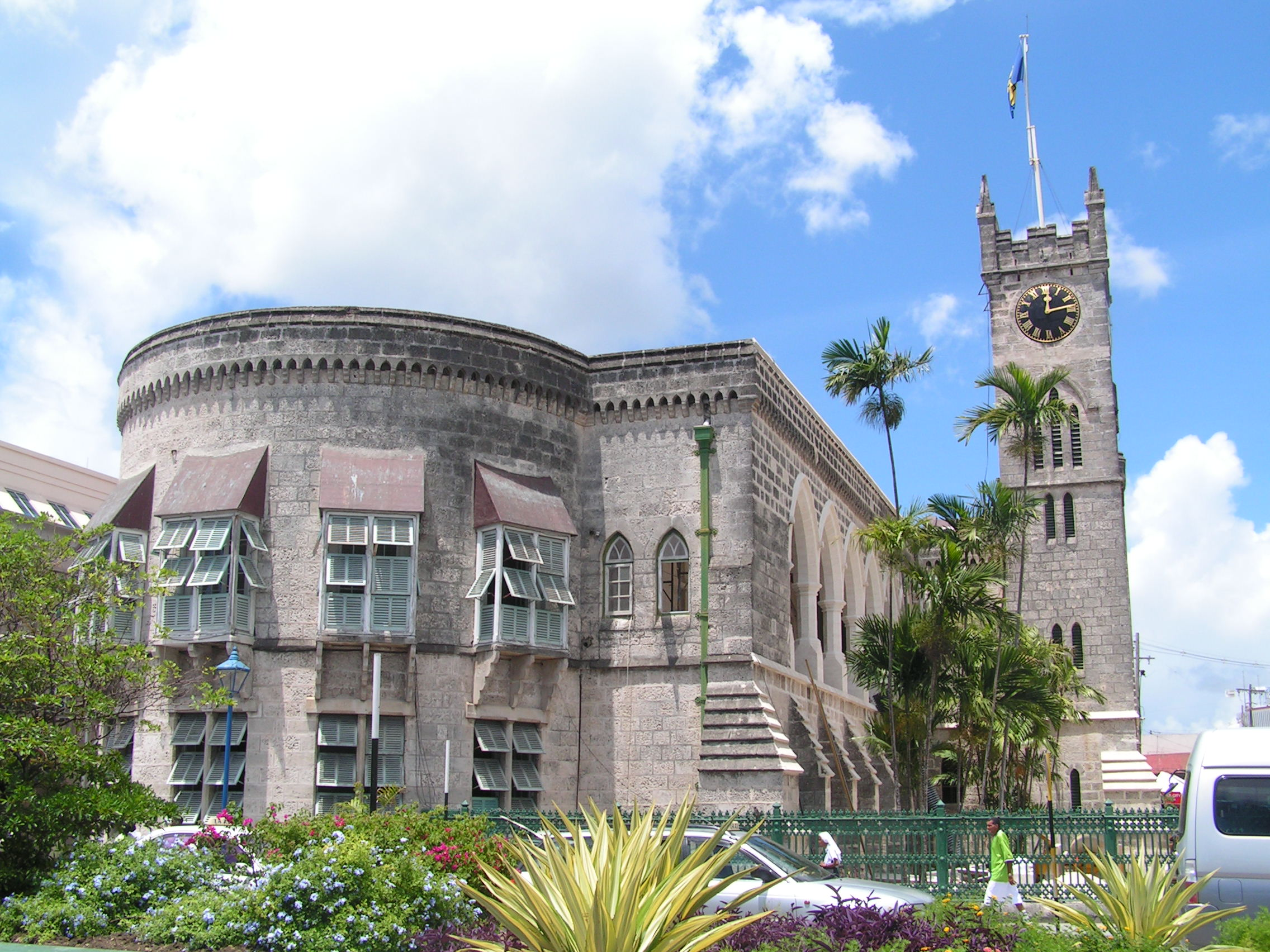
Західне крило парламенту Барбадосу, завершене в 1872 році.

Західне крило було завершено в 1872 році, і протягом століть у ньому розміщувалися кілька основних державних установ:
- Міністр колоній
- Державна ощадна каса
- Колоніальний скарбник
- Генеральний аудитор
- Головний бухгалтер
- Генеральний поштмейстер
- Митний контролер
- Прово Маршал
- Директор з освіти

Також там були розташовані кабінети перших обраних міністрів (всього їх було 5) з 1954 року. Протягом кінця 1885 – 1886 років годинник і дзвони вежі, які колись були у східному крилі, були перенесені до західного крила. (Див. докладніше про годинник нижче на сторінці. ) На головних сходах цього крила також можна побачити два вітражі, які містять біблійну цитату « Віддайте кесареві те, що кесареве». . . " . ( [[|]] Matthew22:21 )
У листопаді 2006 року Західне крило парламенту було відремонтовано на честь 40-ї річниці незалежності острова. Серед іншого, у нещодавно відремонтованому Західному крилі розташовані Галерея національних героїв, а також Музей парламенту. Відбулася церемонія на честь повторного відкриття західного крила, на якій були присутні високопоставлені особи та широка громадськість.

## Примітні особливості будівель парламенту
Крім прекрасної архітектури, будівлі парламенту мають кілька помітних архітектурних особливостей.
Чавунні перила зеленого кольору, що оточують внутрішній двір будівлі парламенту, виготовила британська фірма під назвою «Mеssrs Andrew Handyside & Co. Ltd». Ще одна примітна особливість самої будівлі полягає в тому, що багато вікон будівель мають жалюзі, які блокують пряме сонячне світло.
У листопаді та грудні в місті Бріджтаун щорічно проходить національна церемонія запалювання освітлення. У цей час будівлі парламенту часто вишукано підсвічуються кольорами національного прапора (у листопаді) або зелено-червоним на Різдво (до середини грудня).

### Годинникова вежа

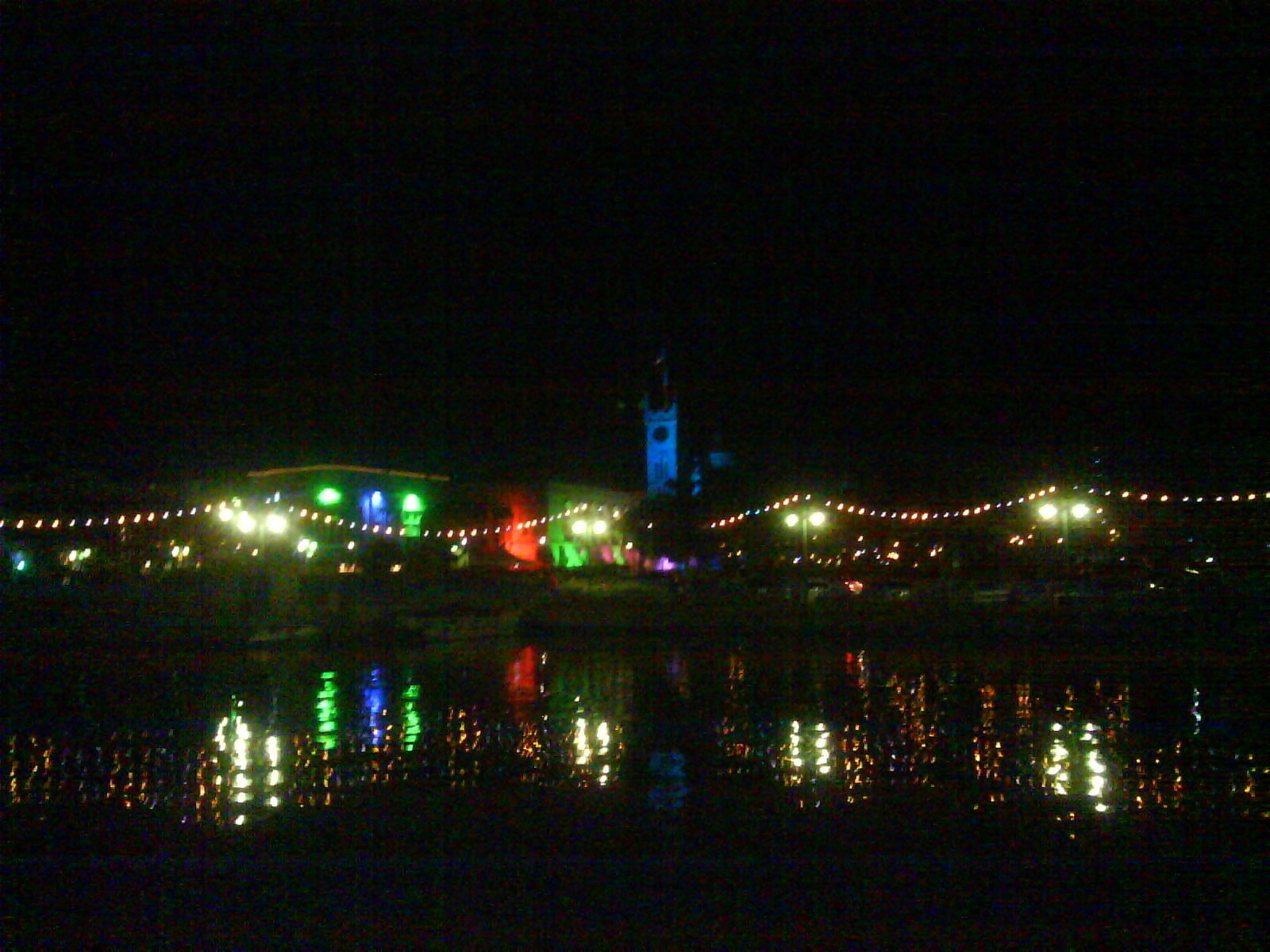
Парламент підсвічується вночі

Визначною особливістю коралово-вапнякових споруд є годинникова вежа, прибудована до західного крила. Вежу, розташовану в західному крилі, можна побачити з кількох точок огляду навколо Бріджтауна, і її доповнюють чотирициферблатний годинник з кожного боку. На вершині тріумфально майорить прапор Барбадосу. Однак не завжди башта з годинником розташовувалася в західному крилі.
Годинникова вежа з дзвонами раніше була прикріплена до східного крила, де розташовані палати Сенату та Палати зборів , однак погані умови ґрунту дестабілізували основу годинникової вежі, що призвело до того, що вона почала тонути.  Протягом десяти років після будівництва вежа з годинником заглибилася в землю на десять футів. Вежу було розібрано в 1884 році, і пізніше в західному крилі, де вона стоїть сьогодні, була побудована вежа з годинником. Годинник був розроблений і виготовлений компанією John Moore & Sons з Великобританії (1875). Він був розроблений для роботи протягом 8 днів і сконструйований для продовження роботи навіть після заводу.
У 2010 році годинник був пошкоджений під час тропічного шторму Томас, через що стрілки припинилися на 2:12.  Сміт із Derby Group, Англія, уклав контракт на ремонт годинника    .

## Зовнішні посилання
- Офіційний сайт, The Parliament of Barbados
- West Wing, Emporis
- Parliament Buildings, TripAdvisor.com reviews